# Viện Ứng dụng Công nghệ
Viện Ứng dụng Công nghệ là một viện nghiên cứu ứng dụng trực thuộc Bộ Khoa học và Công nghệ Việt Nam, được thành lập năm 1984.
Viện Ứng dụng Công nghệ, thành lập theo Nghị định 135/HĐBT ngày 16 tháng 10 năm 1984 của Hội đồng Bộ trưởng (nay là Chính phủ) với tên ban đầu là "Viện Nghiên cứu Công nghệ Quốc gia". 
Chức năng nhiệm vụ khi được thành lập: Nghiên cứu ứng dụng các công nghệ tiên tiến thuộc các lĩnh vực laser, quang học, vi điện tử, tin học, vật liệu và sinh học bằng cách tiếp thu, làm chủ, cải tiến các công nghệ hiện đại nhập ngoại, chế thử các sản phẩm mẫu từ các công nghệ trên, tổ chức các hoạt động chuyển giao công nghệ, dịch vụ kỹ thuật, tổ chức sản xuất loạt nhỏ các sản phẩm.
Trong quá trình phát triển, Viện đã trải qua 3 giai đoạn:
- Từ 1984 đến 1994 trực thuộc Văn phòng Hội đồng Bộ trưởng, ngày 29/9/1993 theo Nghị định số 65/CP của chính phủ, Viện nghiên cứu Công nghệ Quốc gia được chuyển về trực thuộc Bộ Khoa học, Công nghệ và môi trường; 
- Từ 1994 đến 2003: Theo Quyết định số 160/TTG ngày 6/4/1994 của Thủ tướng Chính phủ, Viện Nghiên cứu ứng dụng công nghệ Quốc gia được thành lập trực thuộc Bộ KH,CN&MT trên cơ sở tổ chức lại Viện Nghiên cứu công nghệ quốc gia cũ. 
- Từ 2003 đến nay: Theo Nghị định số 54/2003/NĐ-CP ngày 19/5/2003 của Chính phủ, Viện được đổi tên thành Viện ứng dụng công nghệ, trực thuộc Bộ Khoa học và Công nghệ.
Hiện nay, Viện có nhiệm vụ nghiên cứu và ứng dụng các công nghệ mới, cao (công nghệ laser, hồng ngoại, điện tử - tin học, vật liệu, sinh học và môi trường) bằng cách tiếp thu các công nghệ hiện đại, cải tiến và làm chủ các công nghệ, tiến tới sáng tạo công nghệ, tổ chức chuyển giao công nghệ nhằm đáp ứng yêu cầu của sự nghiệp công nghiệp hoá, hiện đại hoá đất nước và đảm bảo an ninh quốc phòng. Viện có 10 đơn vị trực thuộc gồm Văn phòng Viện, Ban Phát triển thị trường và Cơ sở hạ tầng; Ban Kế hoạch – Tài chính, Chi nhánh tại thành phố Hồ Chí Minh và 06 trung tâm R&D. 
Viện có một đội ngũ gần 300 cán bộ, công nhân viên, trong đó có 19 Tiến sĩ và Tiến sĩ khoa học, được đào tạo cơ bản có trình độ chuyên môn giỏi và phù hợp, đã phát huy được sức mạnh tổng hợp của mình để thực hiện các nhiệm vụ nghiên cứu - triển khai và dịch vụ khoa học công nghệ một cách có hiệu quả. 
Các công trình nghiên cứu ứng dụng Laser có công suất lớn ở Việt Nam, phần mềm biên dịch tự động Anh - Việt, thiết kế mạch vi điện tử chuyên dụng, thiết bị tán sỏi thận ngoài cơ thể, máy đo ảnh nhiệt, áo giáp chống đạn, chế phẩm từ nguồn vi tảo... đã tạo ra cho Viện nét đặc thù riêng trong nghiên cứu. 
Viện đã duy trì và phát triển hợp tác với các nước có quan hệ truyền thống như Nga, Trung Quốc, Đức, Hàn Quốc, Đài Loan... mở rộng mối quan hệ hợp tác với nhiều nước trên thế giới, các nước phát triển như Pháp, Mỹ, Nhật Bản,... và các nước trong khu vực... Bước vào giai đoạn phát triển mới, trong bối cảnh hội nhập quốc tế và khu vực về khoa học và công nghệ cùng với nhiều cơ hội và thách thức, Viện cố gắng vươn tới trở thành một Viện triển khai mạnh trong các lĩnh vực công nghệ cao đáp ứng các yêu cầu của Nhà nước và xã hội với tư tưởng chỉ đạo là hiệu quả, gắn nghiên cứu với thực tiễn sản xuất và cuộc sống.

## Chức năng, nhiệm vụ
Viện Ứng dụng công nghệ là đơn vị sự nghiệp khoa học và công nghệ công lập trực thuộc Bộ Khoa học và Công nghệ, giúp Bộ trưởng thực hiện chức năng nghiên cứu khoa học, triển khai ứng dụng các công nghệ cao, công nghệ mới trong các lĩnh vực: công nghệ laser, quang điện tử, vi điện tử, công nghệ thông tin – điều khiển tự động, sinh học, vật liệu mới, môi trường.
Viện Ứng dụng Công nghệ có tư cách pháp nhân, được sử dụng con dấu riêng và được mở tài khoản tại Kho bạc Nhà nước và Ngân hàng. Viện có các nhiệm vụ và quyền hạn chủ yếu sau đây:
- Nghiên cứu, ứng dụng và chuyển giao các công nghệ cao, công nghệ mới thuộc các lĩnh vực Laser, Hồng ngoại, Vi điện tử, Tin học, Vật liệu mới, Quang điện tử, Sinh học. vào sản xuất và đời sống.
- Tham gia các hoạt động online casino thẩm định, tư vấn kỹ thuật, đánh giá công nghệ.
- Tham gia nghiên cứu xây dựng các chính sách khuyến khích phát triển ứng dụng công nghệ cao, công nghệ mới vào sản xuất và đời sống.
- Tham gia nghiên cứu xây dựng các quy định về đánh giá, nghiệm thu, ứng dụng và công bố kết quả nghiên cứu khoa học và phát triển công nghệ.
- Đào tạo và bồi dưỡng cán bộ thuộc các lĩnh vực công nghệ cao, công nghệ mới có liên quan đến nhiệm vụ của Viện và của Bộ theo quy định của pháp luật.
- Phối hợp thực hiện các hoạt động hợp tác quốc tế về khoa học và công nghệ thuộc các hướng công tác của Viện theo phân công của Bộ và quy định của Nhà nước.
- Tham gia hoạt động tư vấn lập quy hoạch phát triển một số công nghệ cao.
- Quản lý tổ chức và cán bộ, tài chính, tài sản và các hoạt động khác của Viện theo phân cấp của Bộ và theo quy định của Nhà nước.
- Thực hiện các nhiệm vụ khác do Bộ trưởng giao.

## Tổ chức của Viện
- Ban Phát triển thị trường và Cơ sở hạ tầng
- Ban Kế hoạch Tài chính
- Văn phòng Viện
- Chi nhánh Viện tại Tp Hồ Chí Minh
- Trung tâm Công nghệ Laser (NACENLAS)
- Trung tâm Công nghệ Vi điện tử và Tin học (IMET)
- Trung tâm Công nghệ Quang điện tử (CFOC)
- Trung tâm Sinh học thực nghiệm (CEB)
- Trung tâm Công nghệ Vật liệu (AMET)
- Trung tâm Ươm tạo Công nghệ và Doanh nghiệp KHCN (thành lập năm 2014) (NTBIC)

## Nghiên cứu và phát triển công nghệ
| Công nghệ quang tử.                  | Vật liệu tiên tiến.            |
| Quang điện tử ứng dụng.              | Năng lượng xanh và môi trường. |
| Công nghệ Laser.                     | Công nghệ sinh học.            |
| Công nghệ thông tin và truyền thông. |                                |

## Viện trưởng
- GS TSKH Vũ Đình Cự, Viện trưởng Viện Nghiên cứu Công nghệ Quốc gia (từ 1985), nguyên Ủy viên Ban Chấp hành Trung ương Đảng Cộng sản Việt Nam, nguyên Phó Chủ tịch Quốc hội
- TS Trần Đình Anh, Viện trưởng Viện Nghiên cứu Ứng dụng Công nghệ (từ 1994)
- TSKH Phan Xuân Dũng, Viện trưởng Viện Ứng dụng Công nghệ (từ 2001), Bí thư Đảng ủy Viện, Ủy viên Dự khuyết Ban Chấp hành Trung ương Đảng Cộng sản Việt Nam khóa 10, Đại biểu Quốc hội khóa 12, Ủy viên Ban Chấp hành Trung ương Đảng Cộng sản Việt Nam khóa 11.
- TS Trần Xuân Hồng, Viện trưởng Viện Ứng dụng Công nghệ (từ 2008), Bí thư Đảng ủy Viện
- GS TS Lê Hùng Lân, Viện trưởng Viện Ứng dụng Công nghệ (từ 2015)
- PGS TS Nguyễn Phú Hùng, Viện trưởng Viện Ứng dụng Công nghệ (từ 2020)
- TS Hoàng Ngọc Nhân, Viện trưởng Viện Ứng dụng Công nghệ (từ 2024)